# Drew Carey Show
Die Drew Carey Show ist eine US-amerikanische Comedy-Serie, entwickelt von Bruce Helford und Drew Carey, die von Warner Bros. Television für das US-Network ABC produziert wurde, wo sie von 1995 bis 2004 erstmals ausgestrahlt wurde.

## Handlung
Drew und seine drei Freunde Oswald, Lewis und Kate kennen sich seit ihrer Kindheit und sind unzertrennlich. Trotzdem lieben sie es, wenn sie sich gegenseitig auf den Arm nehmen können, selbst vor deftigeren Streichen schrecken sie nicht zurück.
Lebensmittelpunkt des Quartetts ist zum einen Drews Haus – und seine Garage, wo die vier eine Minibrauerei betreiben (ihr Buzz-Bier ist ein Mix aus Bier und Kaffee) – zum anderen das Warschau, eine polnische Kneipe. Hier starten sie ab und an ihre Versuche doch einmal beim anderen Geschlecht landen zu können. Doch nur für Kate ist das eher problemlos zu schaffen. Im Laufe der Serie kommt sie auch mit Oswald und Drew zusammen, was Lewis immer recht eifersüchtig hintanstehen lässt („Ich möchte auch einmal etwas mit einem von uns haben!“).
Drews Eltern leben in Florida. Darum sieht er sie selten (allerdings stört ihn das wenig). Problematischer wird es, als sein Bruder Steve – ein bekennender Transvestit – bei ihm einzieht. Noch schlimmer wird die Situation für Drew, als sich Steve in seine Intimfeindin Mimi verliebt und beide sogar heiraten.

## Hauptcharaktere

### Drew Carey
Hauptperson der Serie ist Drew Carey. Er ist Mitte 30 und arbeitet als stellvertretender Personalchef in Clevelands Kaufhaus Winfried Louder. Und schon hier beginnen seine Probleme. Seit Jahren wartet er auf eine Beförderung, die jedoch nicht kommt, obwohl es keinen leitenden Personalchef im Haus gibt und Drew sowieso die ganze Arbeit macht. Dazu hat er immer unfähige Chefs vor der Nase und im Rücken die Chefsekretärin Mimi Bobeck, mit der ihn eine innige Feindschaft verbindet.
Mit den Frauen hat er auch immer so seine Probleme. Er ist zwar ein netter Kerl, hat aber massive Gewichtsprobleme. Ironischerweise hat er, obwohl die Probleme mit den Frauen als Grundproblem der Serie angelegt wurden, über weite Strecken der Serie verschiedene – ausnehmend hübsche – Freundinnen.
Er lebt in einem Vorort Clevelands in einem normalen amerikanischen Haus, das er seinen Eltern abgekauft hat. Im kleinen Garten steht ein Billardtisch, an dem er und seine Freunde zu allen Jahreszeiten, bei Sonne, Wind, Regen oder Schnee spielen. In seiner Garage befindet sich eine Minibrauerei, in der er und seine Freunde als Nebengeschäft ihr Bier, „Buzz-Bier“, ein koffeinhaltiges Bier brauen.

### Lewis Kiniski
Lewis arbeitet bei einer Pharmafirma – Drug & Co. – als eine Art Mädchen für alles, u. a.  wird er immer wieder für „Tierversuche“ verwendet. Seine Berichte von dort legen nahe, dass es eine Art modernen frankensteinisches Labor ist. Aber das passt zu ihm: In Lewis steckt tief im Inneren ein Psychopath, der immer wieder kurz hervorkommt. Lewis ist der typische Mann, der eines Tages den Stimmen, die er hört, nachgeben könnte.
Lewis, Oswald und Drew kennen sich seit der Schulzeit. Wie auch seine beiden Freunde hat Lewis große Probleme eine Freundin zu finden. Er sieht zwar nicht schlecht aus, ist aber – unter anderem als Star-Trek-Fan – ein echter Freak. Er lebt zusammen mit Oswald über der Stammkneipe der Clique, dem Warschau.

### Oswald Lee Harvey (sic!)
Oswald ist ein netter Kerl – aber beim Intelligenzvergleich würde wohl ein Brot gewinnen. Ursprünglich verdiente er sich sein bisschen Geld als Hobby-DJ. Dann hat er bei einem Aushilfsjob gemerkt, wie schön es doch ist, richtig Geld zu verdienen. Seitdem fährt er für einen Paketdienst Pakete aus.
Von allen (männlichen) Freunden fällt ihm immerhin der Umgang mit Frauen am leichtesten.

### Kate O’Brien
Kate ist der einzige weibliche Teil des Quartetts. Manchmal tendiert sie zur Panik, gar Hysterie und ist oft nicht weit weg vom Wahnsinn. Mit den Männern hat sie so ihre Probleme. Nach Zeiten als „Wanderpokal“ (unter anderem als Freundin von Oswald) versucht sie ihr Glück mit und bei Drew zu finden. Doch als die Hochzeit ansteht bekommt sie kalte Füße.
Nachdem sie eine ganze Weile in Drews Kaufhaus gearbeitet hatte, fand sie nach ihrer Entlassung keine neue Profession und hangelt sich so durch diverse Jobs.

### Mimi Bobeck Carey
Mimi und Drew – das war Hass auf den ersten Blick. Sie ist dick, trägt auffällige Kleidung, dickes, farbiges Make-up. Eigentlich wollte sie sich als Make-up-Verkäuferin bewerben, deutete Drews Zögern jedoch als sexuelle Belästigung. Um einer Klage zu entgehen, gibt man ihr den Posten als Chefsekretärin.
Das ist der Beginn eines endlosen Streites. Beide spielen sich gegenseitig die boshaftesten Streiche (wobei Mimi meist der hinterhältigere Part ist, der Drew sogar einmal nach China verfrachtet). Eine neue Dimension nimmt ihre Beziehung an, als Mimi und Drews Bruder Steve ein Paar werden und heiraten.

## Bemerkungen
Ein besonderes Markenzeichen der Serie wurden die ab und an eingestreuten Musicalszenen, in denen die Darsteller selbst singen und tanzen. Zwei dieser Nummern wurden sogar zum zweiten und dritten Vorspann der Serie. Titellied des ersten Vorspanns war das von Robert McGuire geschriebene und von Drew Carey selbst gesungene Moon over Parma. 1996/97 und 2002 war Five O’Clock World von The Vogues Titel, 1997 bis 2001 Cleveland Rocks den The Presidents of the United States of America. In den beiden letzten Staffeln wurden die drei Lieder abwechselnd verwendet, jedoch immer wieder von anderen Interpreten intoniert.
Die Außenaufnahmen für die Stammkneipe der Gruppe, das Warschau, entstanden vor Ort in Cleveland – allerdings heißt die Kneipe im Original Memphis. Ebenso hat man es beim Winfred-Louder-Kaufhaus gehalten, das im Original Halle’s heißt.
Der Charakter der Gegenspielerin Drew Careys, Mimi Bobeck, war ursprünglich nur als einmalige Nebenrolle vorgesehen. Die positive Reaktion der Zuschauer führte jedoch zu einem festen Engagement, was der Serie eines ihrer unverwechselbaren Merkmale bescherte. Am 26. Februar 1997 wurde in den USA ein Crossover der Serien Die Drew Carey Show (Episode #2.18), Ellen (#4.19), Grace (#4.19) und Mit Herz und Scherz (#9.15) ausgestrahlt. In der Drew Carey Show traten Paige Clark (Joely Fisher) und Spence Kovak (Jeremy Piven) aus Ellen, Grace Kelly (Brett Butler) aus Grace und Luther Van Damme (Jerry Van Dyke) aus Mit Herz und Scherz auf. Drew Carey wiederum war in Ellen und Grace zu sehen, während in Mit Herz und Scherz Mimi Bobeck auftrat. Diese absolvierte später außerdem Gastauftritte in den Serien Ein Trio zum Anbeißen (#2.6 am 28. Oktober 1998) und Allein unter Nachbarn (#2.1 am 24. September 1999) sowie in zwei Episoden der Spielshow The Price Is Right (2009 und 2010, jeweils am 1. April). Die genannten Serien teilen sich durch diese wechselseitigen Besuche ein gemeinsames Serienuniversum. 2001 wurde in den USA ein TV-Special mit dem Titel Rock & Roll Back to School Special ausgestrahlt, in dem die Hauptcharaktere der Serie auftraten.

## Ausstrahlung im deutschsprachigen Raum
Die Sendung wurde erstmals auf Sat.1 am 17. August 1996 ausgestrahlt. Bis Dezember des Jahres wurden Episoden der Serie gezeigt. Von 29. November 2001 bis 2. Mai 2002 wurde die Show auf ORF 1 gesendet. Zuletzt strahlte ProSieben von Juli bis November 2002 die Sendung aus. 